# Pierre Zimmer
Pour les articles homonymes, voir Zimmer.
Pierre Zimmer, né le 15 décembre 1927 à Paris, et mort le 22 mai 2010 à Toulouse, est un réalisateur, acteur, écrivain, journaliste et scénariste français.

## Biographie
Pierre Zimmer a tourné comme acteur dans une trentaine de films et de téléfilms. Son dernier rôle fut dans la série Navarro en 2001.
En 1951, il a fondé sa société de production, Les Films du Chapiteau, pour produire et réaliser son premier court-métrage, Montréal en Bourgogne.
En 1964, Jean Bescont et Frédéric Rossif ont réalisé un épisode de leur série Cinépanorama consacré à Pierre Zimmer.

## Filmographie

### Assistant réalisateur
- 1949 : Le Secret de Mayerling de Jean Delannoy
- 1950 : Dieu a besoin des hommes de Jean Delannoy
- 1951 : Le Garçon sauvage de Jean Delannoy
- 1952 : La Minute de vérité de Jean Delannoy
- 1953 : La Route Napoléon de Jean Delannoy
- 1954 : Secrets d'alcôve, (l'épisode Le Lit de la Pompadour) réalisé par Jean Delannoy
- 1955 : Chiens perdus sans collier de Jean Delannoy
- 1956 : Marie-Antoinette reine de France de Jean Delannoy
- 1956 : Notre-Dame de Paris de Jean Delannoy
- 1959 : Maigret et l'Affaire Saint-Fiacre de Jean Delannoy
- 1960 : Plein Soleil de René Clément

### Réalisateur et scénariste
- 1951 : Montréal en Bourgogne
- 1952 : Vézelay, documentaire commenté par Pierre Fresnay
- 1953 : Bernard de Clairvaux
- 1954 : Le Chemin des Français
- 1955 : La Châtelaine de Vergi
- 1956 : Allô allô
- 1957 : Clarté dans la nuit
- 1958 : Gélinotte
- 1962 : Orly sur Seine
- 1962 : Donnez-moi dix hommes désespérés
- 1966 : Le Judoka agent secret

### Acteur
- 1966 : Le Deuxième Souffle de Jean-Pierre Melville : Orloff
- 1969 : La Vie, l'Amour, la Mort de Claude Lelouch : Pierre, un inspecteur  de  police
- 1970 : L'Eden et après de Alain Robbe-Grillet : Duchemin
- 1970 : Le Voyou de Claude Lelouch : Zimmer, le mari de Christine
- 1973 : Le Silencieux de Claude Pinoteau: le nouveau mari de Maria
- 1975 : Les Cinq Dernières Minutes, épisode Patte et griffe de Claude Loursais : Lucas de Lucé
- 1977 : Dossier danger immédiat (Épisode "Il ne manque que vous") de Claude Barma
- 1977 : Gloria de Claude Autant-Lara : Hervé de Clermont
- 1978 : Comment se faire réformer de Philippe Clair : le capitaine

## Publication
- Pierre Zimmer, le fou de Percé - Nouvelles, Fides, 1985
- Pierre Zimmer, Dialogue avec mes parents disparus, Filipacchi, 1997
- Pierre Zimmer, Et l'intolérance, bordel !, éditions du Palio, 2008